# W-betűs farkincásboglárka
A w-betűs farkincásboglárka (Satyrium w-album) a boglárkalepke-félék családjába tartozó, Eurázsiában honos lepkefaj. Egyéb elnevezései: w-betűs csücsköslepke, w-betűs lepke, w-betűs farkosboglárka, szilfa-csücsköslepke.

## Megjelenése
A w-betűs farkincásboglárka szárnyfesztávolsága 2,6–3,0 cm. A hátsó szárnyak peremén kis nyúlvány, ún. farkinca található; ennek színe fekete, legvége fehér. Szárnyai felső oldala mindkét nem esetében egyszínű barna. A szárnyak fonákja halványabb barna. Szárnyainak fonákja sötétszürke, a hátsó szárnyak peremén erőteljes, egybefolyó, narancsvörös, felül fekete ívvel határolt foltsora látható. A szárnyak fonákján vékony, szaggatottan egyenes, fehér, belülről feketével határolt csík húzódik; ez az elülső szárnyon egyenes vonalú, csak az alján görbül meg; a hátsó szárnyon jóval beljebb, a felső perem közepe táján kezdődik és a szárny külső szögletében háromszor élesen, W alakban megtörik. 
Petéje korong alakú, áttetszően fehér. 
Hernyója világoszöld, hátán sötétzöld vagy halványbarna csíkkal, oldalain halvány harántsávokkal. 

### Hasonló fajok
Hasonlíthat hozzá a tölgy-farkincásboglárka, a törpe-farkincásboglárka, a kökény-farkincásboglárka, a szilva-farkincásboglárka, a tölgyfa-csücsköslepke, vagy a nyírfa-csücsköslepke.

## Elterjedése
Eurázsiában honos, az Ibériai-félszigettől egészen Japánig. Magyarországon országszerte megtalálható, főleg a domb- és hegyvidékeken, de sehol sem gyakori. Korábban jóval több volt belőle, de a szilfavész elterjedése óta hernyójának tápnövényével együtt jelentősen megritkult. 

## Életmódja
Liget- és láperdőkben, üde lomberdőkben, parkokban él, ahol szilfák nőnek.      
Évente egy generációja repül május végétől augusztus elejéig, a rajzás csúcsa július elejére esik. Ritkán kerül szem elé, mert főleg a lombkoronaszintben tartózkodik. Petéje, illetve ki nem kelt hernyója áttelel és tavasszal kel ki a petéből. Elsősorban különféle szilfa-fajok (ritkábban hárs, tölgy vagy kökény) leveleivel táplálkozik, majd május közepén-végén bebábozódik.  
Magyarországon védett, természetvédelmi értéke 10 000 Ft.

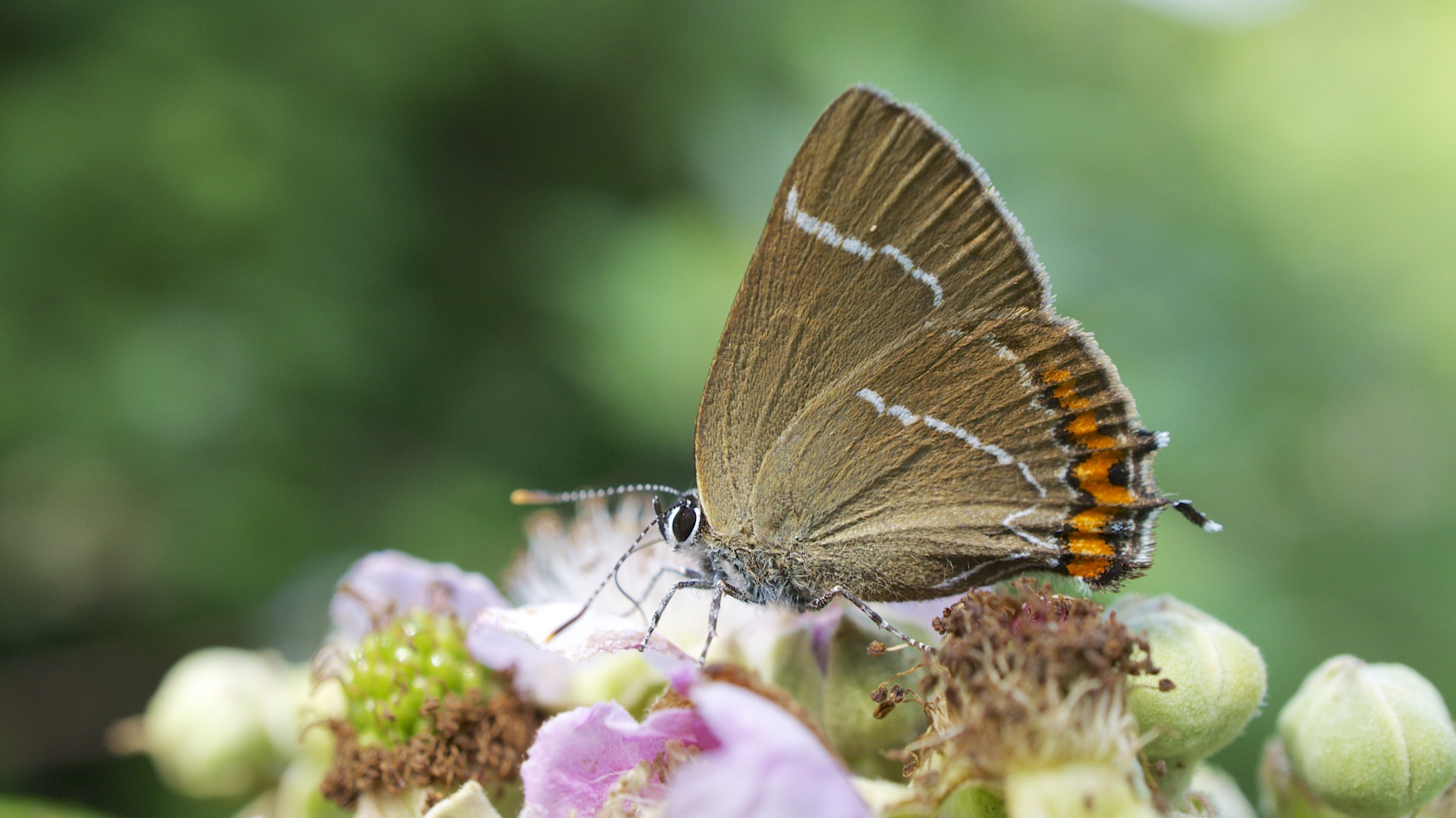
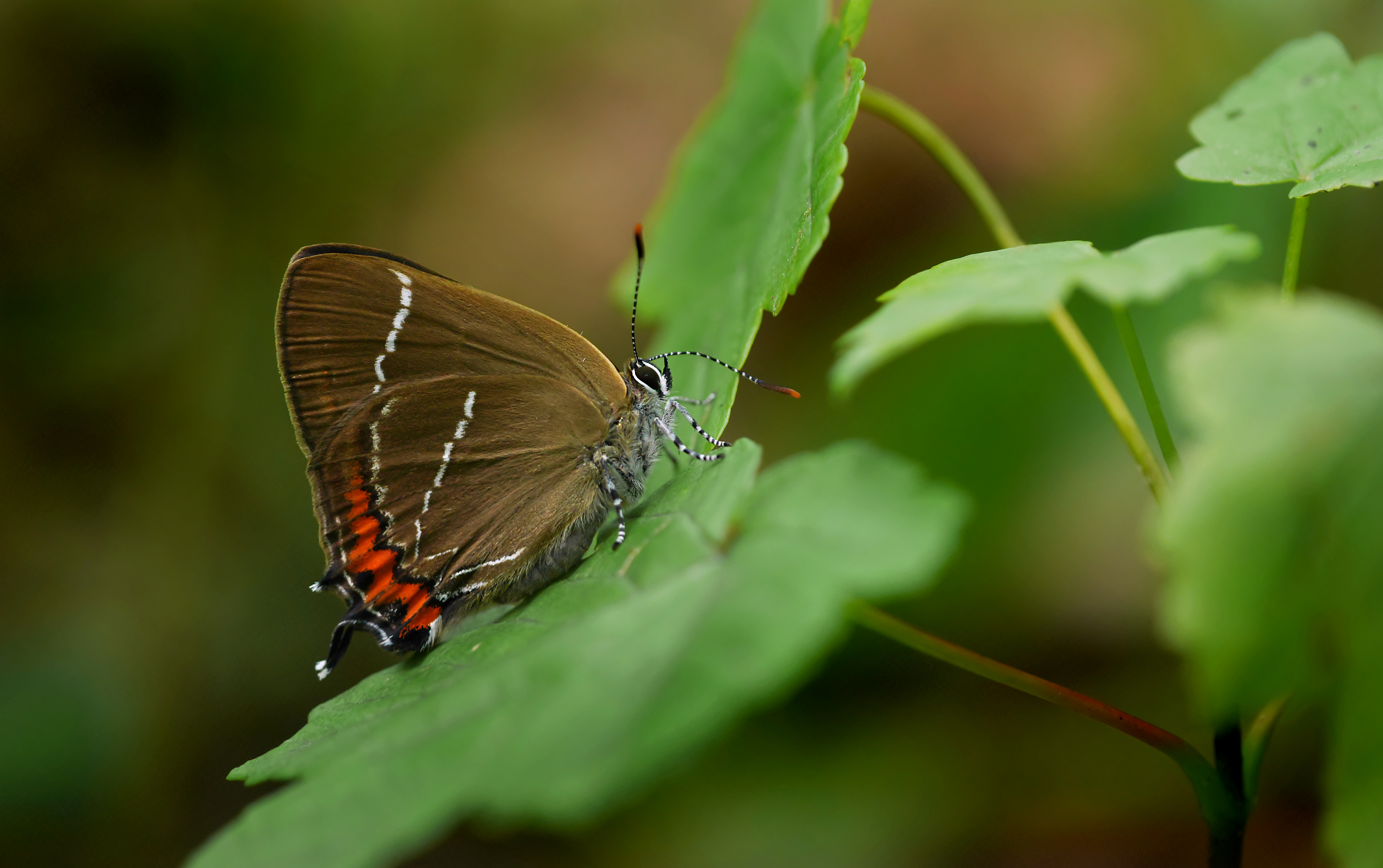
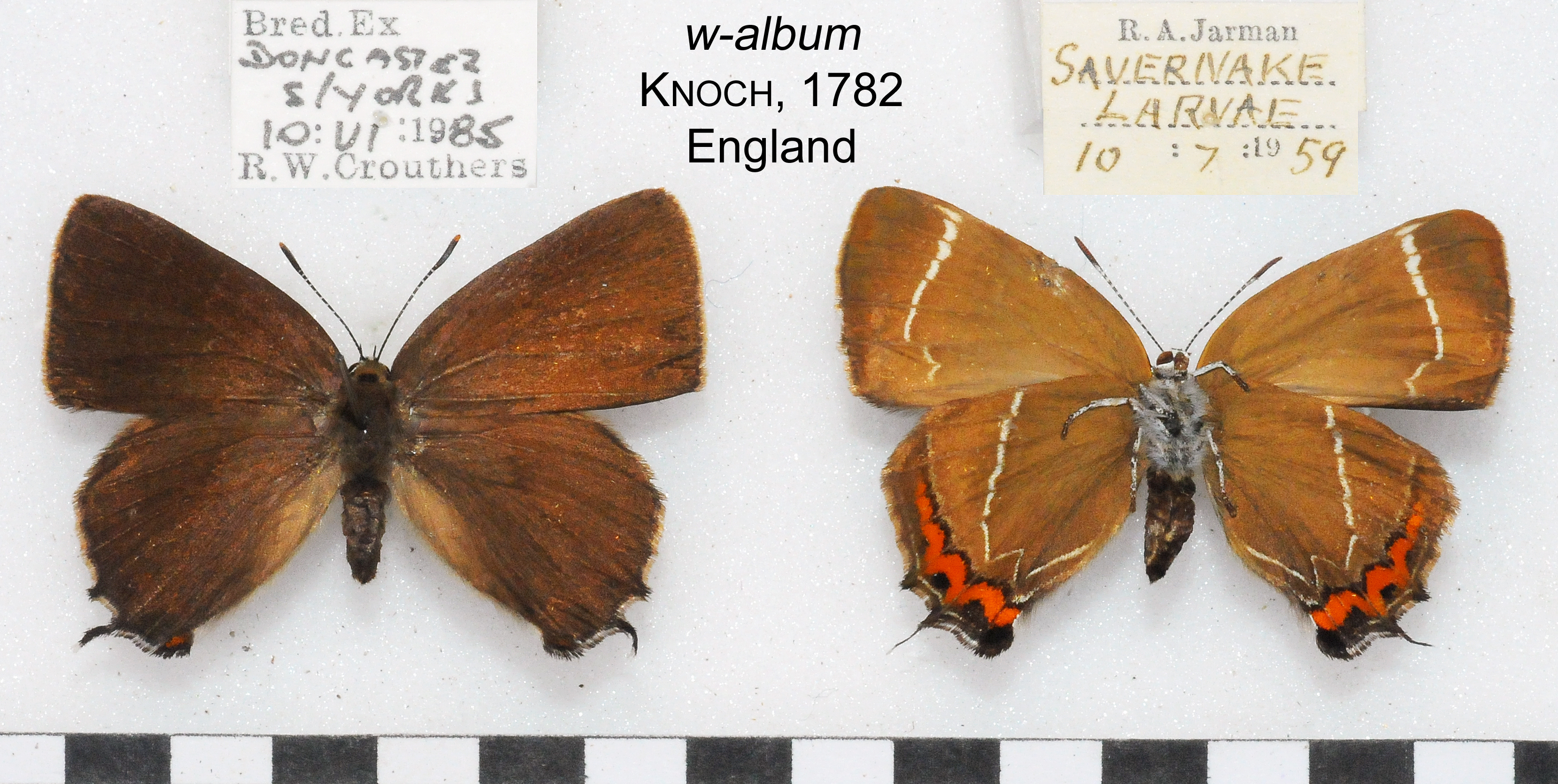
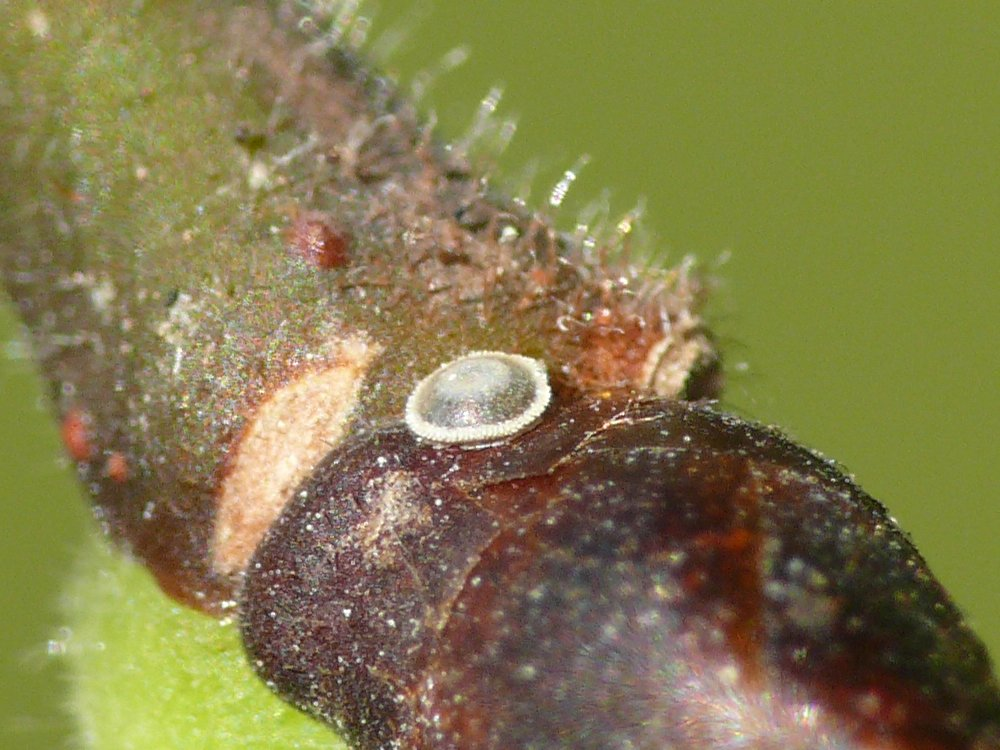
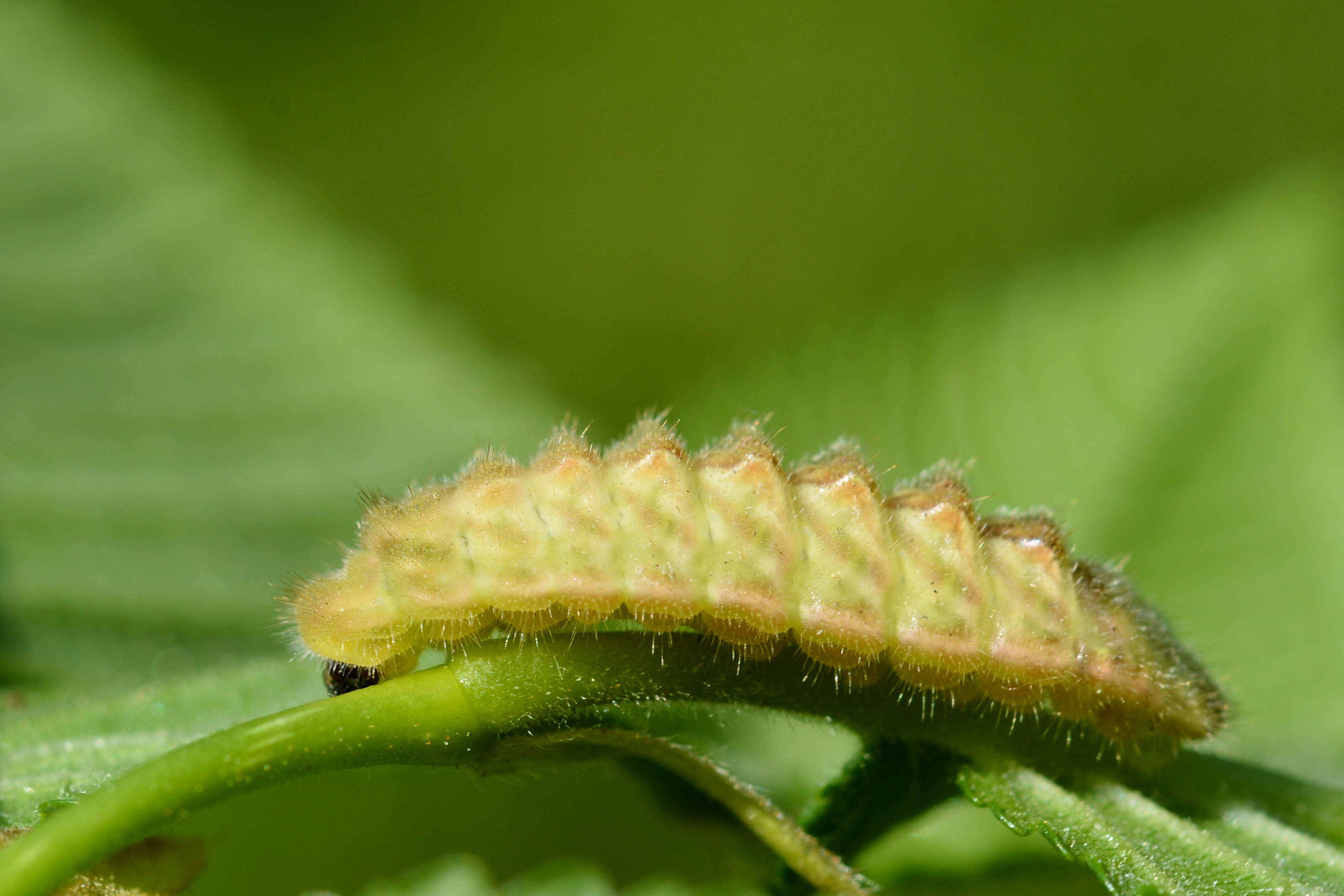